# 阿勒雷
阿勒雷（法語：Allerey，法語發音：[alʁɛ]）是法国科多尔省的一个市镇，位于该省西南部，属于博讷区。

## 地理
阿勒雷（47°11'22"N, 4°26'18"E）面积18.99 平方千米，位于法国勃艮第-弗朗什-孔泰大區科多尔省，该省份为法国中东部省份，北起奥布省，西接涅夫勒省和约讷省，南至索恩-卢瓦尔省，东南接汝拉省，东临上索恩省，东北部与上马恩省接壤。
与阿勒雷接壤的市镇（或旧市镇、城区）包括：伯雷博盖、叙塞、阿尔孔塞、克洛莫、迪扬塞、茹埃、马尔舍瑟伊。
阿勒雷的时区为UTC+01:00、UTC+02:00（夏令时）。

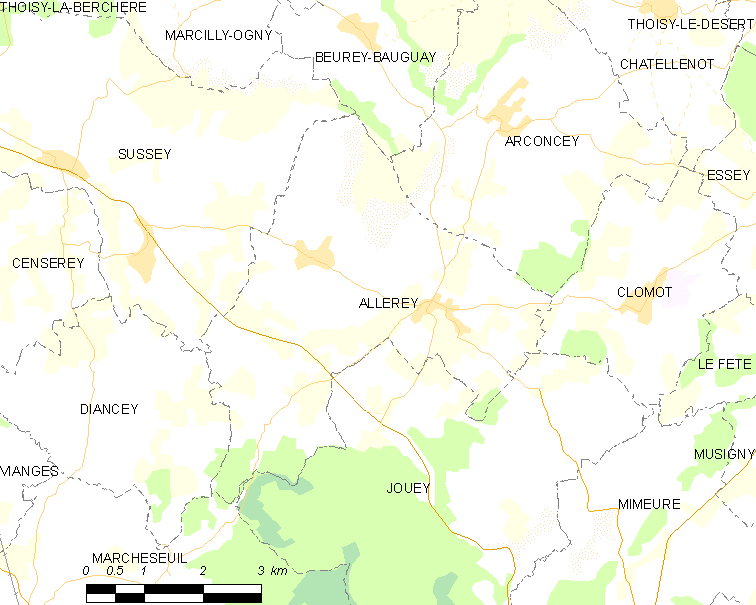
阿勒雷的OSM定位图

## 行政
阿勒雷的邮政编码为21230，INSEE市镇编码为21009。

## 政治
阿勒雷所属的省级选区为阿尔奈勒迪克县。

## 交通
科多尔省省道D16线、D36线、D115线和D117A线在阿勒雷交汇，省道D906线则从西南侧过境。

## 人口

1962-2008年间阿勒雷人口变化图示

阿勒雷于2022年1月1日时的人口数量为175人。